# Мори, Такадзи
Такадзи Мори (яп. 森 孝慈  Мори Такадзи, 24 ноября 1943, Фукуяма, Хиросима, Японская империя — 17 июля 2011, Мэгуро, Токио, Япония) — японский футболист, игрок национальной сборной (1966—1976), бронзовый призёр летних Олимпийских игр в Мехико (1968).

## Биография

### Ранние годы
Родился в Фукуяме. С 19 лет он учился в Университет Васэда и играл за университетскую команду. В ее составе он стал обладателем Кубка Императора в 1963 и 1966 годах. 

### Клубная карьера
На протяжении всей карьеры выступал за клуб «Мицубиси Моторс», куда перешел сразу после окончания университета в 1967 году. В составе команды он дважды становился чемпионом страны в 1969 и 1973 годах, а также обладателем Кубка Императора в 1971 и 1973. В 1977 году завершил игровую карьеру. В чемпионате он провел 146 матчей и забил 28 мячей. Пять раз (1969, 1970, 1973, 1974, 1975) входил в символическую сборную лиги. 

### Карьера в сборной
В октябре 1964 года, когда Мори еще был студентом, получил вызов в сборную Японии на Олимпийские игры, проходившие в Токио. Но так и не вышел на поле в матчах турнира. Его дебют за национальную команду состоялся 16 декабря 1966 года во встрече с Сингапуром на Азиатских играх. В 1968 году в составе сборной Мори отправился на Летние Олимпийские игры 1968 года в Мехико. На Олимпийских играх он выступал в каждом матче и внес большой вклад в завоевание сборной бронзовых наград. В 1970 году он также участвовал в Азиатских играх. Всего провел 56 игр и забил 2 гола за сборную Японию, завершив выступления в 1976 году.

### Тренерская карьера
После окончания игровой карьеры, в ноябре 1980 года, Мори стал работать тренером в сборной Японии, которую возглавлял Сабуро Кавабути. В следующем году Мори заменил его на посту главного тренера национальной команды. Он руководил ей на Азиатских играх 1982 года и в матчах квалификации на Летние Олимпийские игры 1984 года. В отборочных матчах к чемпионату мира в 1985 году Мори едва не добился выхода Японии в финальную часть мирового первенства в Мехико. Но после двух поражений от Кореи в финальном раунде тренер подал в отставку.
В 1992 году Мори стал главным тренером «Урава Ред Даймондс». Но в первом же сезоне команда финишировала последней в Джей-лиге, и он ушел в отставку. В 1998 году подписал контракт с «Ависпа Фукуока» и управлял клубом на протяжении сезона.
В 2006 году Мори был введен в Зал славы японского футбола. 17 июля 2011 умер вследствие онкологического заболевания в Мэгуро, Токио в возрасте 67 лет. В этот день женская сборная Японии завоевала золотые медали чемпионата мира — первые среди всех футбольных сборных страны восходящего солнца.

## Достижения

### Командные
Университет Васэда
- Обладатель Кубка Императора: 1963, 1966

«Мицубиси Моторс»
- Чемпион Первого Дивизиона Японской футбольной лиги: 1969, 1973
- Обладатель Кубка Императора: 1971, 1973

### Международные
Сборная Японии
- Олимпийских игр: 1968

### Личные
- Символическая сборная Японской футбольной лиги: 1969, 1970, 1973, 1974, 1975
- Зал славы японского футбола

## Статистика

### В клубе
| Сезон | Клуб            | Лига                         | Матчи | Голы |
| ----- | --------------- | ---------------------------- | ----- | ---- |
| 1967  | Мицубиси Моторс | Чемпионат Японии. Дивизион 1 | 14    | 3    |
| 1968  | Мицубиси Моторс | Чемпионат Японии. Дивизион 1 | 14    | 3    |
| 1969  | Мицубиси Моторс | Чемпионат Японии. Дивизион 1 | 14    | 2    |
| 1970  | Мицубиси Моторс | Чемпионат Японии. Дивизион 1 | 14    | 6    |
| 1971  | Мицубиси Моторс | Чемпионат Японии. Дивизион 1 | 10    | 1    |
| 1972  | Мицубиси Моторс | Чемпионат Японии. Дивизион 1 | 14    | 0    |
| 1973  | Мицубиси Моторс | Чемпионат Японии. Дивизион 1 | 18    | 1    |
| 1974  | Мицубиси Моторс | Чемпионат Японии. Дивизион 1 | 18    | 8    |
| 1975  | Мицубиси Моторс | Чемпионат Японии. Дивизион 1 | 12    | 4    |
| 1976  | Мицубиси Моторс | Чемпионат Японии. Дивизион 1 | 18    | 0    |
| 1977  | Мицубиси Моторс | Чемпионат Японии. Дивизион 1 | 0     | 0    |
| Итого | Итого           | Итого                        | 146   | 28   |

### В сборной
| Сборная Японии | Сборная Японии | Сборная Японии |
| Год            | Матчи          | Голы           |
| -------------- | -------------- | -------------- |
| 1966           | 4              | 0              |
| 1967           | 5              | 1              |
| 1968           | 4              | 0              |
| 1969           | 4              | 0              |
| 1970           | 13             | 0              |
| 1971           | 3              | 0              |
| 1972           | 8              | 0              |
| 1973           | 1              | 1              |
| 1974           | 1              | 0              |
| 1975           | 9              | 0              |
| 1976           | 4              | 0              |
| Итого          | 56             | 2              |

### Тренерская статистика
| Команда            | С     | До    | Статистика | Статистика | Статистика | Статистика | Статистика |       |
| Команда            | С     | До    | И          | В          | П          | Н          | Побед %    |       |
| ------------------ | ----- | ----- | ---------- | ---------- | ---------- | ---------- | ---------- | ----- |
| Урава Ред Даймондс | 1993  | 1993  | 36         | 8          | 0          | 22         | 22.22      |       |
| Ависпа Фукуока     | 1998  | 1998  | 34         | 8          | 0          | 26         | 23.53      |       |
| Всего              | Всего | Всего | Всего      | 70         | 16         | 0          | 54         | 22.86 |